# АГК-47
Авиагоризонт АГК-47 — комбинированный, электрический, состоит из трёх приборов, смонтированных в одном корпусе: авиагоризонта, указателя поворота и указателя скольжения. Авиагоризонт служит для определения положения самолёта относительно горизонта. Принцип действия основан на свойстве главной оси свободного гироскопа сохранять в пространстве неизменным приданое положение. Имеет следующие модификации АГК-47Б, АГК-47В, АГК-47ВК - где буква "В" означает "вертолетный", а буква "К" - означает "красный", т. е. имеет красную подсветку для ночных полетов. Сняты с производства приблизительно в 1992 году. Во времена СССР выпускался ещё  и в Польше, как и многая другая авиатехника в рамках кооперации соцстран. На 2009 год производятся модернизированные модификации АГК-47У, АГК-47УК и АГК-47УС.
АГК-47Б Имеет диапазон измерения угловой скорости поворота до 4 град./сек, применяется на самолетах Ан-2, Ан-3, Ил-14, PZL-104 Wilga. АГК-47В (АГК-47ВК) Имеет расширений диапазон измерения угловой скорости поворота до 18 град./сек, применяется на вертолетах Ми-2, Ми-4, Ми-6, Ка-25 и Ка-26.
Чувствительным элементом авиагоризонта является гироскоп с вертикальным положением главной оси. Ось вращения ротора наклонена вперёд по полёту на угол 2˚ для уменьшения ошибок при разворотах. Гироскопический узел горизонта состоит из гиромотора, вращающегося со скоростью 20000 — 22000 об/мин. Гиромотор питается трёхфазным напряжением 36 В, частотой 400 Гц, в основном в качестве источника питания применяется электромашинный преобразователь ПАГ-1 (ПАГ-1Ф, ПАГ-1ФП).
Ротор двигателя набран из пластин динамного железа и имеет короткозамкнутую обмотку, отлитую из алюминиевого сплава. Ротор вращается снаружи статора для увеличения гироскопического момента. Пакет статора также набран из пластин динамного железа. В его 12 пазах расположена трехфазная двухполюсная обмотка, соединенная звездой. Гиромотор помещен в кожухе, который одновременно является внутренней рамкой карданного подвеса. Внутренняя рамка карданного подвеса смонтирована на двух подшипниках во внешней рамке. Внешняя рамка карданного подвеса на двух подшипниках укреплена в корпусе. Ось вращения внешней рамки карданного подвеса расположена параллельно поперечной оси самолета, ось внутренней рамки параллельно продольной оси самолета.
На лицевой стороне внешней рамки укреплены шкалы тангажа и поперечных кренов. На карданном узле  укреплен силуэт самолета, а индекс линии горизонта связан с корпусом прибора и может при помощи ручки подниматься или опускаться.